# 金田洋世
金田 洋世（かねだ ひろよ、女性、1985年7月2日 - ）は、日本の元ビーチバレー選手、元女子競輪選手（日本競輪学校第106期生）。

## 来歴
大阪府大阪市出身。大阪府立大塚高等学校、大阪体育大学卒。小学4年からインドアでプレーした。
卒業後、2009年に開催されるトキめき新潟国体のために結成された上越マリンブリーズ結成に参加。2009年5月に開催されたビーチバレー・ワールドツアー大阪オープンに、菅山かおるとペアを組んで出場を果たす。同年10月の国体本戦で村上めぐみとペアを組み優勝した。
2010年シーズンには尾崎睦（競輪学校第108期）とペアを組み、同年8月に開催された国内女子最高峰の大会である全日本ビーチバレー女子選手権大会で優勝を果たした。
2011年シーズンには再び村上とペアを組み、JBVツアー第1戦東京大会で優勝、同年8月のビーチバレージャパンで準優勝を果たす。
2012年シーズンは、JBVツアー第7戦川崎市長杯で優勝し、ツアーポイントランキング（ペア）4位となった。このシーズンをもってビーチバレーを引退した。
2012年12月20日、日本競輪学校第106回入学（適性）試験に合格。翌年5月に同校に入学した。
2014年3月、競輪学校を卒業。在校競走成績は第10位(2勝)。同年5月16日、岸和田競輪場でデビューし3着。初勝利は同年5月18日の同場。
2016年12月30日の松山第9R7着をラストレースとして、2017年1月27日に引退。